# UCI World Tour féminin 2018
Cet article concerne la compétition féminine. Pour la compétition masculine, voir UCI World Tour 2018.
Navigation
Édition précédente Édition suivante
L'UCI World Tour féminin 2018 est la 3e édition de l'UCI World Tour féminin. 

## Barème
Le barème des points du classement World Tour pour le classement général est le même pour toutes les épreuves. Pour les courses à étapes, des points supplémentaires sont également accordés pour les victoires d'étapes et le port du maillot de leader du classement général :
| Position                  | 1er | 2e  | 3e  | 4e  | 5e | 6e | 7e | 8e | 9e | 10e | 11e | 12e | 13e | 14e | 15e | 16e à 30e | 31e à 40e |  |  |  |
| Classement général        | 200 | 150 | 125 | 100 | 85 | 70 | 60 | 50 | 40 | 35  | 30  | 25  | 20  | 15  | 10  | 5         | 3         |  |  |  |
| Étapes et demi-étapes     | 25  | 20  | 18  | 16  | 14 | 12 | 10 | 8  | 6  | 4   |     |     |     |     |     |           |           |  |  |  |
| Port du maillot de leader | 5   |     |     |     |    |    |    |    |    |     |     |     |     |     |     |           |           |  |  |  |

## Courses
| UCI Women's World Tour | UCI Women's World Tour | UCI Women's World Tour | UCI Women's World Tour                                   | UCI Women's World Tour | UCI Women's World Tour | UCI Women's World Tour | UCI Women's World Tour       | UCI Women's World Tour |
| Date                   | n°                     | Pays                   | Course                                                   | Vainqueur              | Deuxième               | Troisième              | Leader du classement général |                        |
| ---------------------- | ---------------------- | ---------------------- | -------------------------------------------------------- | ---------------------- | ---------------------- | ---------------------- | ---------------------------- | ---------------------- |
| 3 mars                 | 1                      | Italie                 | Strade Bianche                                           | Anna van der Breggen   | Katarzyna Niewiadoma   | Elisa Longo Borghini   | Anna van der Breggen         |                        |
| 11 mars                | 2                      | Pays-Bas               | Tour de Drenthe                                          | Amy Pieters            | Alexis Magner          | Chloe Hosking          | Anna van der Breggen         |                        |
| 18 mars                | 3                      | Italie                 | Trofeo Alfredo Binda-Comune di Cittiglio                 | Katarzyna Niewiadoma   | Chantal Blaak          | Marianne Vos           | Katarzyna Niewiadoma         |                        |
| 22 mars                | 4                      | Belgique               | Trois jours de La Panne                                  | Jolien D'Hoore         | Chloe Hosking          | Christine Majerus      | Katarzyna Niewiadoma         |                        |
| 25 mars                | 5                      | Belgique               | Gand-Wevelgem                                            | Marta Bastianelli      | Jolien D'Hoore         | Lisa Klein             | Jolien D'Hoore               |                        |
| 1 avr.                 | 6                      | Belgique               | Tour des Flandres                                        | Anna van der Breggen   | Amy Pieters            | Annemiek van Vleuten   | Amy Pieters                  |                        |
| 15 avr.                | 7                      | Pays-Bas               | Amstel Gold Race                                         | Chantal Blaak          | Lucinda Brand          | Amanda Spratt          | Chantal Blaak                |                        |
| 18 avr.                | 8                      | Belgique               | Flèche wallonne                                          | Anna van der Breggen   | Ashleigh Moolman       | Megan Guarnier         | Anna van der Breggen         |                        |
| 22 avr.                | 9                      | Belgique               | Liège-Bastogne-Liège                                     | Anna van der Breggen   | Amanda Spratt          | Annemiek van Vleuten   | Anna van der Breggen         |                        |
| 26 – 28 avr.           | 10                     | Chine                  | Tour de l'île de Chongming                               | Charlotte Becker       | Shannon Malseed        | Anastasia Chursina     | Anna van der Breggen         |                        |
| 17 – 19 mai            | 11                     | États-Unis             | Tour de Californie                                       | Katie Hall             | Tayler Wiles           | Katarzyna Niewiadoma   | Anna van der Breggen         |                        |
| 19 – 22 mai            | 12                     | Espagne                | Iurreta-Emakumeen Bira                                   | Amanda Spratt          | Annemiek van Vleuten   | Anna van der Breggen   | Anna van der Breggen         |                        |
| 13 – 17 juin           | 13                     | Royaume-Uni            | Tour de Grande-Bretagne féminin                          | Coryn Rivera           | Marianne Vos           | Danielle Rowe          | Anna van der Breggen         |                        |
| 6 – 15 juill.          | 14                     | Italie                 | Tour d'Italie                                            | Annemiek van Vleuten   | Ashleigh Moolman       | Amanda Spratt          | Anna van der Breggen         |                        |
| 17 juill.              | 15                     | France                 | La Course by Le Tour de France                           | Annemiek van Vleuten   | Anna van der Breggen   | Ashleigh Moolman       | Anna van der Breggen         |                        |
| 28 juill.              | 16                     | Royaume-Uni            | RideLondon-Classique                                     | Kirsten Wild           | Marianne Vos           | Elisa Balsamo          | Anna van der Breggen         |                        |
| 11 août                | 17                     | Suède                  | Contre-la-montre par équipes de l'Open de Suède Vårgårda | Boels Dolmans          | Sunweb                 | Cervélo Bigla          | Anna van der Breggen         |                        |
| 13 août                | 18                     | Suède                  | Course en ligne de l'Open de Suède Vårgårda              | Marianne Vos           | Kirsten Wild           | Lotta Lepistö          | Anna van der Breggen         |                        |
| 16 août                | 19                     | Norvège                | Contre-la-montre par équipes du Tour de Norvège féminin  | Sunweb                 | Mitchelton-Scott       | Cervélo Bigla          | Anna van der Breggen         |                        |
| 17 – 19 août           | 20                     | Norvège                | Tour de Norvège                                          | Marianne Vos           | Emilia Fahlin          | Coryn Rivera           | Marianne Vos                 |                        |
| 25 août                | 21                     | France                 | Grand Prix de Plouay                                     | Amy Pieters            | Marianne Vos           | Coryn Rivera           | Marianne Vos                 |                        |
| 28 août – 2 sept.      | 22                     | Pays-Bas               | Simac Ladies Tour                                        | Annemiek van Vleuten   | Ellen van Dijk         | Anna van der Breggen   | Annemiek van Vleuten         |                        |
| 15 – 16 sept.          | 23                     | Espagne                | La Madrid Challenge by La Vuelta                         | Ellen van Dijk         | Coryn Rivera           | Audrey Cordon-Ragot    | Annemiek van Vleuten         |                        |
| 21 oct.                | 24                     | Chine                  | Tour du Guangxi                                          | Arlenis Sierra         | Hannah Barnes          | Sara Mustonen          | Annemiek van Vleuten         |                        |

## Classements

### Classement individuel

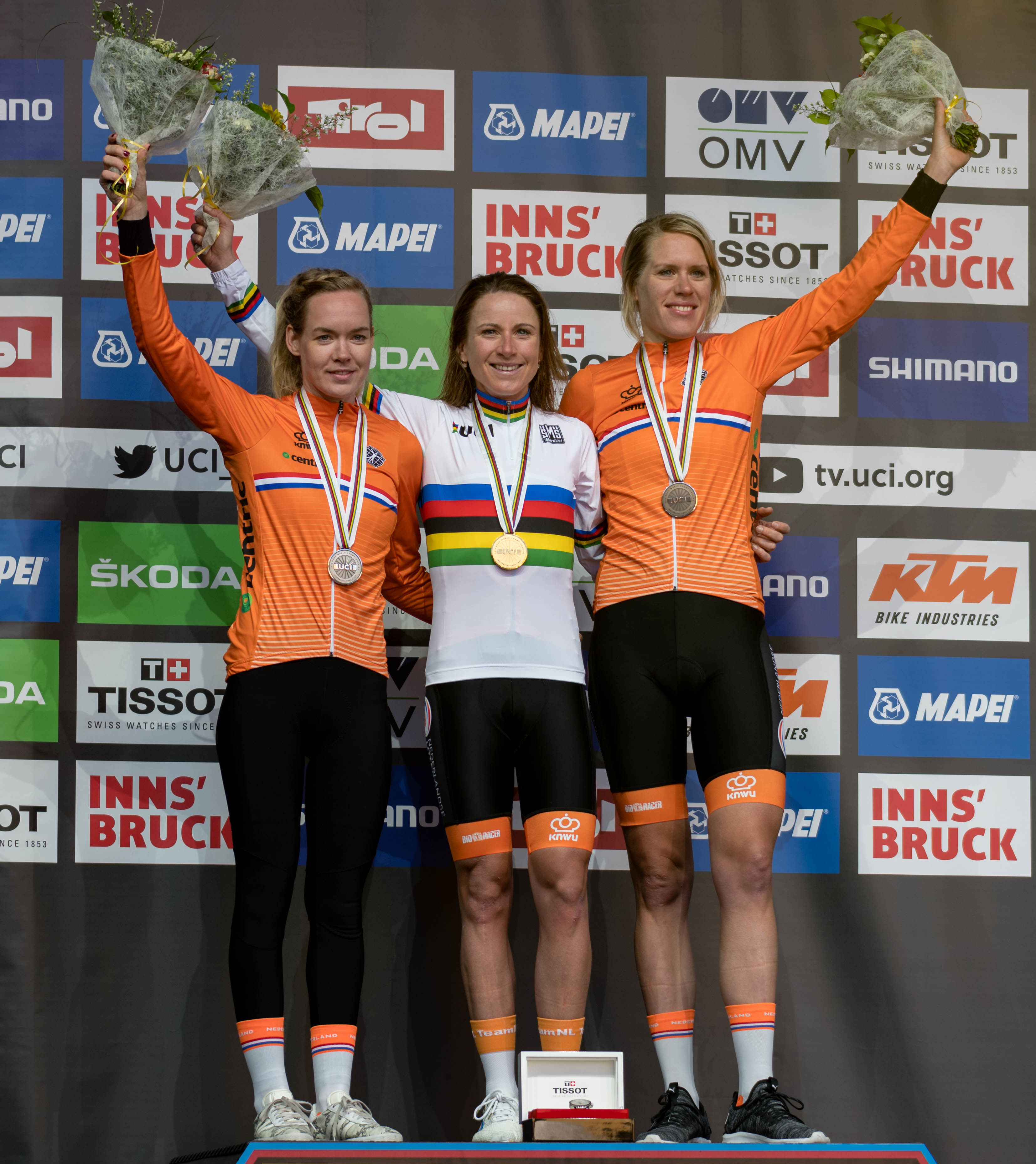
Annemiek van Vleuten (au centre) remporte le classement individuelle.

| Classement par points | Classement par points | Classement par points | Classement par points | Classement par points |
| Coureur               | Coureur               | Pays                  | Équipe                | Points                |
| --------------------- | --------------------- | --------------------- | --------------------- | --------------------- |
| 1re                   | Annemiek van Vleuten  | Pays-Bas              | Mitchelton-Scott      | 1411 pts              |
| 2e                    | Marianne Vos          | Pays-Bas              | WaowDeals             | 1394 pts              |
| 3e                    | Anna van der Breggen  | Pays-Bas              | Boels Dolmans         | 1323 pts              |
| 4e                    | Amanda Spratt         | Australie             | Mitchelton-Scott      | 1218 pts              |
| 5e                    | Coryn Rivera          | États-Unis            | Sunweb                | 1036 pts              |
| 6e                    | Ashleigh Moolman      | Afrique du Sud        | Cervélo Bigla         | 1012 pts              |
| 7e                    | Amy Pieters           | Pays-Bas              | Boels Dolmans         | 922 pts               |
| 8e                    | Katarzyna Niewiadoma  | Pologne               | Canyon-SRAM Racing    | 887 pts               |
| 9e                    | Jolien D'Hoore        | Belgique              | Mitchelton-Scott      | 685 pts               |
| 10e                   | Ellen van Dijk        | Pays-Bas              | Sunweb                | 671 pts               |

### Classement des jeunes

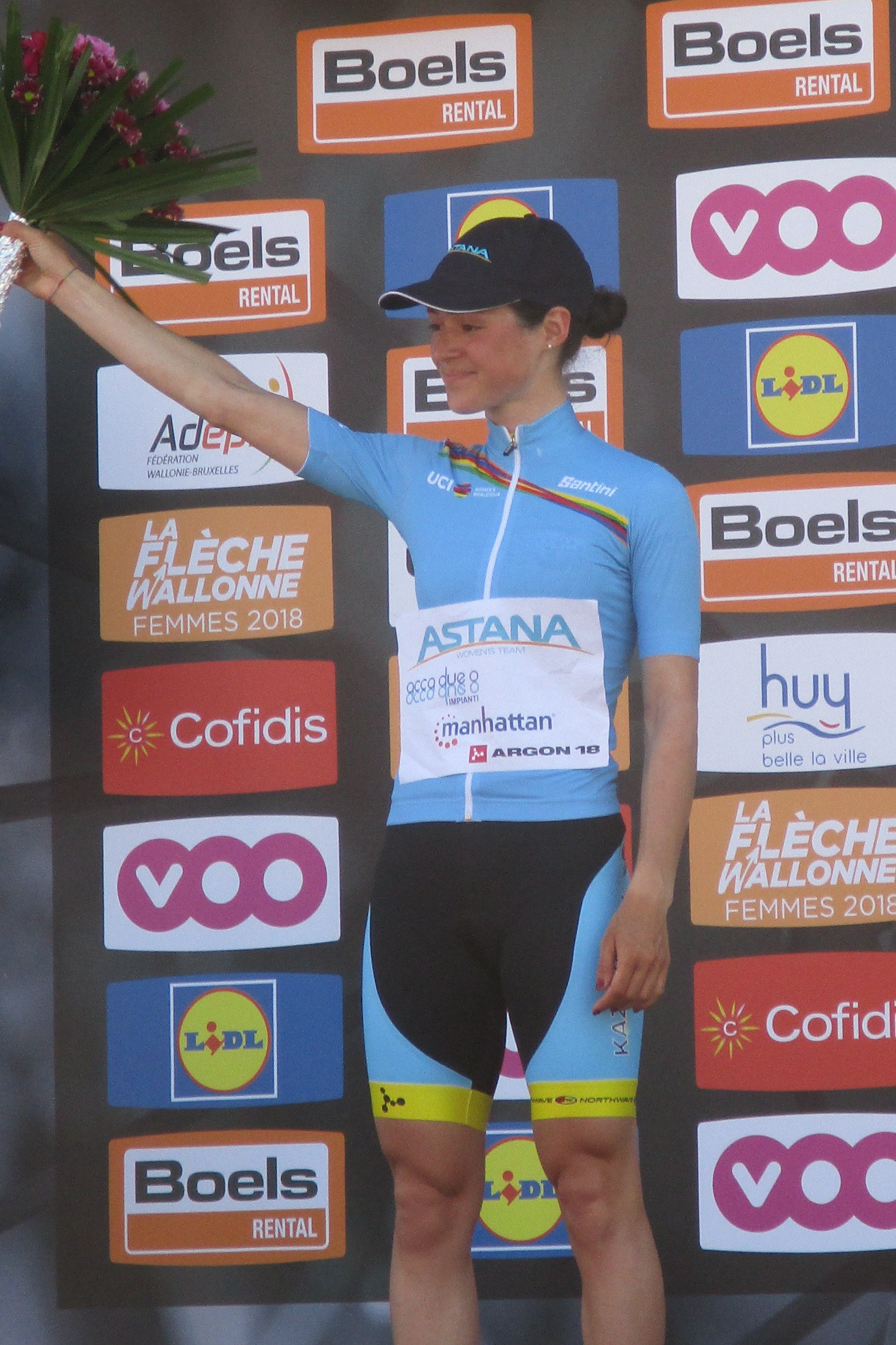
Sofia Bertizzolo.

| Classement du meilleur jeune | Classement du meilleur jeune | Classement du meilleur jeune | Classement du meilleur jeune    | Classement du meilleur jeune |
| Coureur                      | Coureur                      | Pays                         | Équipe                          | Points                       |
| ---------------------------- | ---------------------------- | ---------------------------- | ------------------------------- | ---------------------------- |
| 1re                          | Sofia Bertizzolo             | Italie                       | Astana Women's Team             | 42 pts                       |
| 2e                           | Liane Lippert                | Allemagne                    | Sunweb                          | 24 pts                       |
| 3e                           | Jeanne Korevaar              | Pays-Bas                     | WaowDeals                       | 22 pts                       |
| 4e                           | Elisa Balsamo                | Italie                       | Valcar PBM                      | 12 pts                       |
| 5e                           | Maria Novolodskaya           | Russie                       | Cogeas-Mettler Pro Cycling Team | 12 pts                       |

### Classement par équipes
Le classement par équipes est calculé en additionnant les points des quatre meilleures coureuses de chaque équipe sur chaque course, ainsi que les points marqués lors du contre-la-montre par équipes de l'Open de Suède Vårgårda et du Tour de Norvège.
| Classement par équipes aux points | Classement par équipes aux points | Classement par équipes aux points | Classement par équipes aux points |
| Équipe                            | Équipe                            | Pays                              | Points                            |
| --------------------------------- | --------------------------------- | --------------------------------- | --------------------------------- |
| 1re                               | Boels Dolmans                     | Pays-Bas                          | 4329.99 pts                       |
| 2e                                | Mitchelton-Scott                  | Australie                         | 4081.02 pts                       |
| 3e                                | Sunweb                            | Pays-Bas                          | 3269.97 pts                       |
| 4e                                | Canyon-SRAM Racing                | Allemagne                         | 2545.02 pts                       |
| 5e                                | WaowDeals                         | Pays-Bas                          | 2380.99 pts                       |
| 6e                                | Wiggle High5                      | Royaume-Uni                       | 2342.03 pts                       |
| 7e                                | Cervélo Bigla                     | Danemark                          | 1986.99 pts                       |
| 8e                                | Alé Cipollini                     | Italie                            | 1459.98 pts                       |
| 9e                                | Astana Women's                    | Kazakhstan                        | 922 pts                           |
| 10e                               | Valcar PBM                        | Italie                            | 844.02 pts                        |